# Treptowers
Les Treptowers sont un ensemble de bâtiments situés dans le quartier de Berlin-Alt-Treptow, en Allemagne. Achevé en 1998, le complexe est situé en bordure de la rivière Sprée.